# 승방비곡 (1958년 영화)
"승방비곡"은 한국에서 제작된 윤봉춘 감독의 1958년 영화이다. 이룡 등이 주연으로 출연하였고 이상옥 등이 제작에 참여하였다.

## 출연

### 주연
- 이룡
- 엄앵란
- 김신재
- 정민
- 성소민

## 기타
- 원작자: 최독견
- 조명: 김성춘
- 녹음: 이경순